# حزب البعث العربي الاشتراكي (السعودية)
انتشرت افكار حزب البعث في السعودية في منتصف الخمسينات حيث نشط الحزب في أثناء فترة انتفاضة عمال الظهران في الاوساط العمالية في المنطقة الشرقية من السعودية. وكان من أبرز هذه العناصر المناضل السعودي محمد الربيع الذي يعد من بين البعثيين السعوديين الأوائل الذين آمنوا بافكار حزب البعث العربي الاشتراكي قبيل مرحلة التأسيس الفعلي فكان من المبشرين الأوائل والمناضلين الصادقين لتلك الافكار. كذلك لعب الشيخ علي الغنام؛ دوراً هاماً في تأسيس الحزب وتم إعلان منظمة احرار الجزيرة العربية كواجهة لعملهم التنظيمي تذيل بها منشورات المنظمة حول مختلف القضايا القومية، وذلك قبل الإعلان عن تشكيل حزب البعث السعودي،
وفي عام 1956 ، عقد أول مؤتمر حزبي وتم انتخاب قيادة للحزب وممثل عنه لحضور المؤتمر القومي الرابع للحزب في بيروت حيث انتخب عبد الرحمن المنيف عضواً في القيادة القومية للحزب. وفي عام 1974 تعرض الحزب لانقسامات عاصفة حول ايديولوجيته، حيث أعلن عدد من أعضاء الحزب انحيازهم إلى خط المملكة كما انشقت مجموعة أخرى انحازت إلى المعارضة.
حزب البعث السعودي في ايامه الأخيرة، أيد الدعوات الاصلاحية الداعية لاصلاح النظام السياسي، فاعلن عن استعداده لممارسة المعارضة من المنبر البرلماني فيما لو تحقق ذلك، وبعد تولي الملك خالد بن عبد العزيز الحكم، اصدر عفواً عاماً، وعلى اثره عادت كوادر الحزب وقياداته إلى السعودية من الخارج ما عدا امينه العام الدكتور أنور ثابت الذي اختار البقاء في المنفى في فرنسا وانتهى تنظيم الحزب بعد أن تخلى العائدون عن العمل السياسي مقابل عودتهم في صفقة مع وزارة الداخلية السعودية في عام 1975.